# Luba (Equatoriaal-Guinea)
Luba is een stad op Bioko in Equatoriaal-Guinea. Het is de hoofdstad van de provincie Bioko Sur. De gemeente (Spaans: municipio) telt zo'n 24.000 inwoners.

## Geografie
Luba is gelegen aan een baai aan de westkust van Bioko. Het ligt aan de voet van de 2.260 m hoge vulkaan Caldera de San Carlos, die vermoedelijk voor het laatst tijdens het holoceen is uitgebarsten.

## Geschiedenis
De baai van Luba werd in 1471 ontdekt door de Portugees Fernão do Pó. De nederzetting die ontstond heette San Carlos. Na de onafhankelijkheid van Spanje werd de naam tijdens de anti-Spaanse campagne van president Francisco Macías Nguema veranderd in San Carlos de Luba en later tot kortweg Luba.

## Bevolking
Luba heeft 8.378 inwoners (2007) en is daarmee na Malabo de grootste stad van het eiland. Na een explosieve stijging in de jaren 80 en 90 is na de eeuwwisseling een daling ingezet qua bevolking.
| Jaar | Inwoners |
| ---- | -------- |
| 1983 | 2.450    |
| 2001 | 9.011    |
| 2006 | 8.521    |
| 2007 | 8.378    |

## Infrastructuur
Vanuit Malabo kan de stad zowel per schip als over de weg bereikt worden. Omdat de aanleg van de weg echter niet voltooid is duurt het anderhalf uur om de ruim 50 km af te leggen. In 2003 werd het eerste gedeelte van een nieuwe vrijhaven met grote diepgang opgeleverd, zodat olieschepen kunnen aanmeren, als alternatief voor de overvolle haven van Malabo.

## Toerisme
Toeristenattracties in en bij de stad zijn de verschillende stranden en een ziekenhuis in koloniale stijl.